# Aloe sabaea
Aloe sabaea ist eine Pflanzenart der Gattung der Aloen in der Unterfamilie der Affodillgewächse (Asphodeloideae). Das Artepitheton sabaea wurde wahrscheinlich zur Erinnerung an das arabische Königreich Saba vergeben.

## Beschreibung

### Vegetative Merkmale
Aloe sabaea wächst stammbildend. Der aufrechte, einfache Stamm erreicht eine Länge von bis zu 5 Meter und einen Durchmesser von 10 Zentimeter. Die etwa 16 lanzettlich-spitzen Laubblätter bilden dichte Rosetten. Die untersten Blätter sind herabgebogen. Die trübgraue Blattspreite ist 60 bis 80 Zentimeter lang und 15 bis 10 Zentimeter breit. Die weichen, hellrosafarbenen Zähne am hellrosafarbenen, knorpeligen Blattrand sind 1 bis 1,5 Millimeter lang und stehen 5 bis 10 Millimeter voneinander entfernt.

### Blütenstände und Blüten
Der Blütenstand besteht aus etwa acht Zweigen und erreicht eine Länge von etwa 90 Zentimeter. Die ziemlich dichten, zylindrischen, spitz zulaufenden Trauben sind 15 Zentimeter lang und 6 Zentimeter breit. Die eiförmig-spitzen Brakteen weisen eine Länge von 10 bis 17 Millimeter auf und sind 8 bis 13 Millimeter breit. Im Knospenstadium sind sie ziegelförmig angeordnet. Die scharlachroten bis rotbraunen, an ihrer Mündung helleren Blüten stehen an 12 Millimeter langen Blütenstielen. Die Blüten sind 22 bis 30 Millimeter lang und an ihrer Basis gerundet. Auf Höhe des Fruchtknotens weisen die Blüten einen Durchmesser von 10 Millimeter auf. Darüber sind sie – die Mündung ausgenommen – nicht verengt. Ihre äußeren Perigonblätter sind nicht miteinander verwachsen. Die Staubblätter und der Griffel ragen bis zu 1 Millimeter aus der Blüte heraus.

### Genetik
Die Chromosomenzahl beträgt {\displaystyle 2n=14}.

## Systematik und Verbreitung
Aloe sabaea ist in Saudi-Arabien und Jemen im hochwüchsigen Busch an Klippen und steilen, felsigen Hängen in Höhen von etwa 150 bis 2000 Metern verbreitet.
Die Erstbeschreibung durch Georg Schweinfurth wurde 1894 veröffentlicht. Als Synonym wurde Aloe gillilandii Reynolds (1962) in die Art einbezogen.

## Nachweise